# Beitostølen
Beitostølen – niewielka miejscowość w Norwegii w gminie Øystre Slidre. Leży w górach Jotunheimen na wysokości ok. 900 m n.p.m. i liczy poniżej 300 stałych mieszkańców.
Jest znanym ośrodkiem sportów zimowych, gdzie rozgrywane są zawody w biegach narciarskich oraz biathlonie, zaliczane m.in. do klasyfikacji Pucharu Świata.

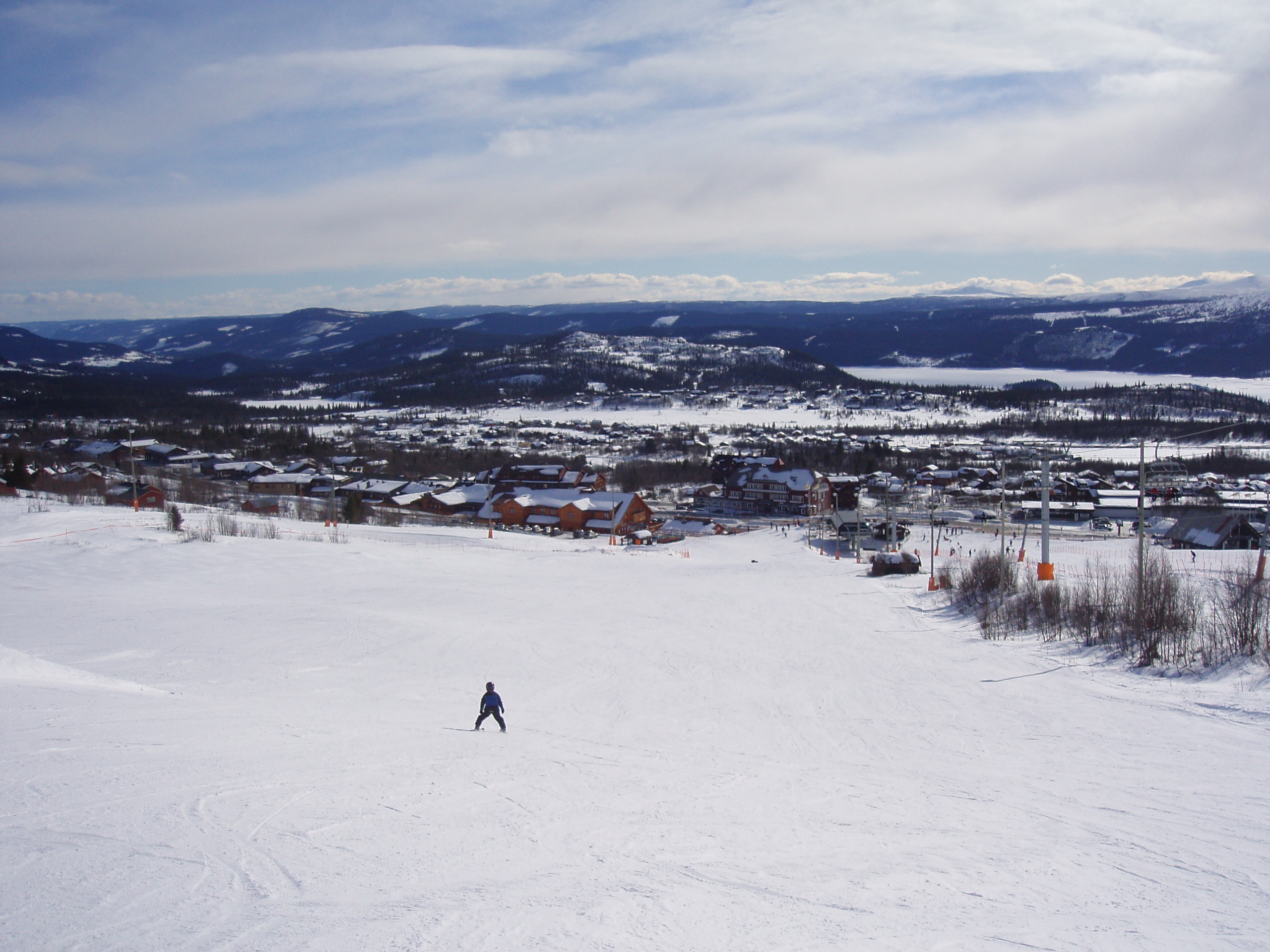
Widok na Beitostølen
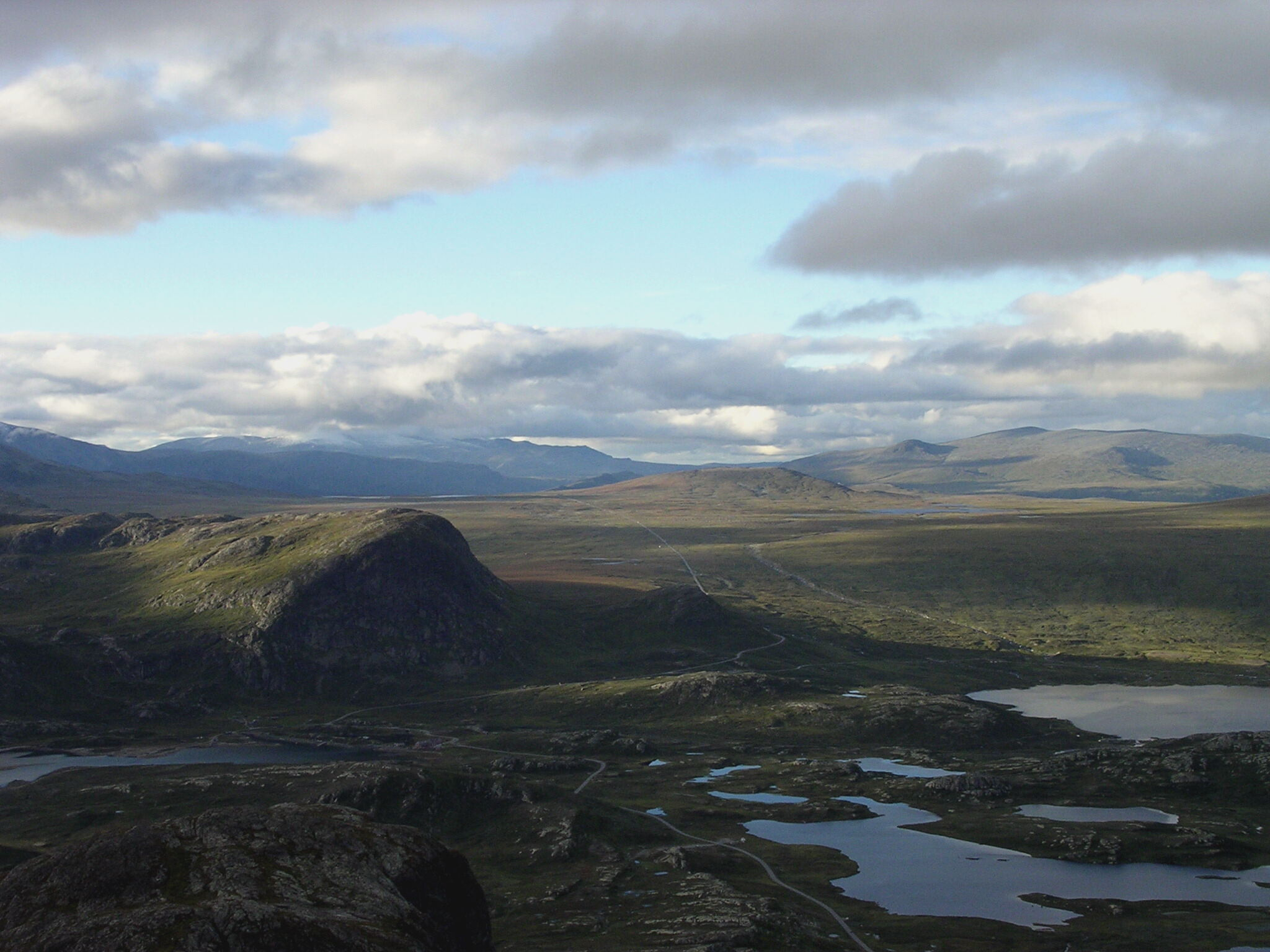
Widok ze szczytu Bitihorn na okolice Beitostølen